# Чжоу, Циюй
Циюй Чжоу (англ. Qiyu Zhou; род. 6 января 2000, Цзинчжоу) — канадская, ранее финская шахматистка китайского происхождения, гроссмейстер среди женщин (2017).

## Биография
В шахматы научилась играть в возрасте четырёх лет, когда вместе со своей семьёй находилась во Франции. В 2004 году переехала в Финляндию. Установила своеобразный рекорд на юношеских чемпионатах Финляндии по шахматам среди девушек, когда пять раз побеждала в одной и той же возрастной группе U10 (2005, 2007, 2008, 2009, 2010). В 2008 году завоевала серебро на юношеском чемпионате мира по шахматам среди девушек в возрастной группе U8. В 2010 году победила на юношеском чемпионате Северных стран по шахматам среди девушек в возрастной группе U10.
В 2011 году переехала в Канаду, где живёт в Оттаве. Победила на юношеских чемпионатах Канады по шахматам среди девушек в возрастных группах U12 (2012) и U14 (2013). В 2014 году в Дурбане победила на юношеском чемпионате мира по шахматам в возрастной группе U14. В 2015 году в Мексике победила на юношеском чемпионате стран Северной Америки по шахматам среди девушек в возрастной группе U18. 
В сентябре 2016 года победила на женском чемпионате Канады по шахматам и отобралась на женский чемпионат мира по шахматам. В 2017 году в Тегеране дебютировала на чемпионате мира по шахматам среди женщин, где в первом туре проиграла Наталье Погониной.
Представляла Канаду на трёх шахматных олимпиадах (2014—2018).
Участница первого Кубка мира по шахматам среди женщин (2021).